# Stefaniola caulicola
Stefaniola caulicola är en tvåvingeart som beskrevs av Möhn 1971. Stefaniola caulicola ingår i släktet Stefaniola och familjen gallmyggor.
Artens utbredningsområde är Israel. Inga underarter finns listade i Catalogue of Life.